# Сэм, Эверед
Эверед Сэм (англ. Everad Sam; 6 сентября 1974) — футболист, выступавший за сборную Сент-Винсента и Гренадин. Участник Золотого кубка КОНКАКАФ 1996.

## Карьера в сборной
В 1996 году вошёл в заявку сборной на Золотой кубок КОНКАКАФ 1996. На турнире он сыграл в первом матче группового этапа против Мексики (0:5), в котором вышел на замену на 87-й минуте вместо Оранда Эша. Второй матч против Гватемалы сборная Сент-Винсента также проиграла и в итоге заняла последнее место в группе. Осенью того же года Сэм принял участие в шести матчах отборочного турнира чемпионата мира 1998 и отметился забитым голом в матче со сборной Гондураса, который завершился поражением со счётом 3:11. В дальнейшем в сборную не вызывался.